# Видибор
Видибо́р (бел. Відзібор) — деревня в Столинском районе Брестской области Беларуси. Административный центр Видиборского сельсовета. В деревне расположена железнодорожная станция Видибор. 

## География
Расположена в 15 км от Столина, в 260 км от Бреста. 

## История
Впервые упоминается в 1503 году.
После Второго раздела Речи Посполитой 1793 года в составе Российской империи.
С 1795 года в составе Столинской волости Пинского повета Минской губернии. Деревней владели Ширмы, Хорневичи, Мальщитские.
В 1897 году в деревне была часовня и хлебозапасный магазин, возле деревни — одноимённая железнодорожная станция.
С 1921 по 1939 годы в составе Столинской гмины Лунинецкого повята Полесского воеводства Польши. С 1939 года в составе БССР.
С 12 октября 1940 года деревня в составе Осовецкого сельсовета Столинского района Пинской области. С 8 января 1954 года в Брестской области.
C июля 1941 года по начало июля 1944 года была оккупирована немецко-фашистскими войсками.
С 31 марта 1959 года центр сельсовета.
В 1970 году в составе колхоза «XIX партсъезд».

## Население
Население деревни на 2019 год составляло 379 человек.
| 1897 | 1921  | 1959  | 1970  | 2005  | 2009  | 2019  |
| ---- | ----- | ----- | ----- | ----- | ----- | ----- |
| 275  | ▲ 441 | ▼ 337 | ▲ 754 | ▼ 529 | ▼ 470 | ▼ 379 |

## Инфраструктура
В деревне расположена железнодорожная станция Видибор. На 2005 год работали фельдшерско-акушерский пункт, клуб, отделение связи, библиотека, средняя школа, два магазина, банк.

## Достопримечательность
- Церковь Святого Михаила Архангела (1911) — народное зодчество

## Наследие
Возле деревни найдены 40 курганов X—XI веков.